# Zavitne, Bahciîsarai
Zavitne (în ucraineană Завітне) este un sat în așezarea urbană Poștove din raionul Bahciîsarai, Republica Autonomă Crimeea, Ucraina.

## Demografie
Componența lingvistică a localității Zavitne
     Rusă (52,47%)
     Tătară crimeeană (32,3%)
     Ucraineană (11,93%)
Conform recensământului din 2001, majoritatea populației localității Zavitne era vorbitoare de rusă (52,47%), existând în minoritate și vorbitori de tătară crimeeană (32,3%) și ucraineană (11,93%).